# رئیس‌جمهور روسیه
رئیس‌جمهور روسیه، رئیس کشور فدراسیون روسیه و فرماندهٔ کل نیروهای مسلح روسیه است. مقام ریاست جمهوری، بالاترین مقام سیاسی در روسیه است. شکل مدرن این جایگاه، ریشه در ریاست‌جمهوری جمهوری فدراتیو سوسیالیستی روسیه شوروی (RSFSR) دارد. جایگاه رئیس‌جمهور در قانون اساسی اتحاد جماهیر شوروی در سال ۱۹۷۷ به‌منظور رهبری مؤثرتر شوروی، تأسیس شد. در سال ۱۹۹۱، بوریس یلتسین نخستین عضو حزب کمونیست اتحاد شوروی بود که به‌عنوان رئیس‌جمهور انتخاب شد. او نقش مهمی در انحلال اتحاد جماهیر شوروی ایفا کرد که منجر به تبدیل شوروی به فدراسیون روسیه شد. پس از یک سری رسوایی‌ها و تردیدها در مورد رهبری او، خشونت‌هایی در سراسر مسکو در پی بحران قانون اساسی روسیه در سال ۱۹۹۳ رخ داد. در نتیجه قانون اساسی جدید روسیه تعریف و اجرا شد که این قانون اساسی از سال ۱۹۹۳ با اصلاحات و تغییراتی، همچنان به قوت خود باقی است. قانون اساسی می‌گوید که حکومت روسیه یک نظام نیمه‌ریاستی است که رئیس‌جمهور روسیه را از دولت روسیه که قدرت اجرایی را اٍعمال می‌کند، جدا می‌کند.
در تمام مواردی که رئیس‌جمهور فدراسیون روسیه قادر به انجام وظایف خود نباشد، آن وظایف، به‌طور موقت به نخست‌وزیر روسیه تفویض می‌شوند.
اختیارات رئیس‌جمهور روسیه شامل اجرای قوانین فدرال، انتصاب وزرای فدرال و مقامات دیپلماتیک، مقامات نظارتی و قضایی و انعقاد معاهدات با قدرت‌های خارجی با مشورت و موافقت دومای ایالتی و شورای فدراسیون روسیه است. رئیس‌جمهور همچنین این اختیار را دارد که عفو و فُرجهٔ فدرال اعطا کند و در شرایط فوق‌العاده، مجلس فدرال روسیه را تشکیل دهد یا به تعویق بیندازد. رئیس‌جمهور همچنین سیاست خارجی و داخلی فدراسیون روسیه را هدایت می‌کند.
رئیس‌جمهور روسیه، مستقیماً از طریق رأی مردم برای یک دوره شش‌ساله انتخاب می‌شود. قانون اساسی فدراسیون روسیه محدودیت‌های دوره‌ای را برای مقام ریاست جمهوری تعیین کرده و اجازه نمی‌دهد که یک رئیس‌جمهور، بیش از دو دوره در قدرت باشد. با این‌حال، این محدودیت ایجادشده توسط قانون اساسی، از زمان تصویب در ۱۹۹۳، تا حد زیادی با انجام اصلاح قانون اساسی روسیه در سال ۲۰۲۰ بازنگری شده‌است. یکی از تغییرات تصویب‌شده، به ولادیمیر پوتین و دیمیتری مدودف اجازه می‌دهد که هر دو، بتوانند بدون توجه به دوره‌های ریاست جمهوری پیشین خود، مجدداً رئیس‌جمهور شوند.
رئیس‌جمهور کنونی روسیه، ولادیمیر پوتین است که در ماه مه ۲۰۱۲، در چهارمین انتخابات ریاست جمهوری روسیه پیروز و برای سومین بار، رئیس‌جمهور روسیه شد. او در مارس ۲۰۱۸ مجدداً انتخاب شد و در ماه مه همان سال، دورهٔ جدید ریاست جمهوری وی آغاز شد. او با توجه به تغییرات جدید قانون اساسی روسیه، واجد شرایط کاندیداتوری در انتخابات ۲۰۲۴ نیز خواهد بود.

## تاریخچه
پس از سقوط حکومت سلطنتی روسیه در سال ۱۹۱۷، مجلس مؤسسان روسیه، که در اواخر همان سال انتخاب شد، برای ایجاد یک جمهوری فدرال ریاستی یا نیمه‌ریاستی و یک جمهوری دموکراتیک برنامه‌ریزی کرد و جمهوری فدرال دموکراتیک روسیه را در ژانویه ۱۹۱۸ اعلام کرد. رئیس‌جمهور این جمهوری، رئیس حکومت بود و برای یک دورهٔ یک‌ساله با اکثریت آرا در پارلمان با حضور نمایندگان هر دو مجلس انتخاب می‌شد. به‌دلیل انحلال مجلس توسط بلشویک‌ها و استقرار دیکتاتوری تک‌حزبی آن‌ها، هیچ‌گاه شخصی به این سمت انتخاب نشد.
بوریس یلتسین چندی پیش از فروپاشی اتحاد جماهیر شوروی با موجی از انتظارات بالا به قدرت رسید. در ماه مه ۱۹۹۰، او به‌عنوان رئیس شورای عالی (پارلمان) روسیه و بالاترین مقام دولتی، انتخاب و بنابراین رئیس دولت شد. در نتیجهٔ ایجاد پست رئیس‌جمهور اتحاد جماهیر شوروی، جمهوری‌های اتحاد شوروی نیز شروع به معرفی جایگاه رئیس‌جمهور کردند. برای انجام این کار، یک همه‌پرسی در روسیه برگزار شد که در آن ۷۱٪ از رأی‌دهندگان، به ایجاد پست رئیس‌جمهور که در یک انتخابات مستقیم انتخاب شود، رای دادند. در ۱۲ ژوئن ۱۹۹۱ یلتسین با ۵۷ درصد آرا به‌عنوان رئیس‌جمهور جمهوری فدراتیو سوسیالیستی روسیه شوروی انتخاب شد و نخستین رئیس‌جمهور منتخب مردم روسیه شد. اما یلتسین پس از یک سری بحران‌های اقتصادی و سیاسی در روسیه در دههٔ ۱۹۹۰ هرگز محبوبیت خود را بازنیافت. دوران یلتسین با فساد گسترده، فروپاشی اقتصادی و مشکلات بزرگ سیاسی و اجتماعی همراه شد. زمانی که یلتسین از سِمَت خود کنار رفت، بر اساس برخی برآوردها، محبوبیتی دو درصدی داشت.
ولادیمیر پوتین در سال‌های ۲۰۰۰ و ۲۰۰۴، برای دو دورهٔ چهارساله، رئیس‌جمهور روسیه شد. او در طول دو دورهٔ ابتدایی ریاست جمهوری خود از ۲۰۰۰ تا ۲۰۰۸ و در دورهٔ دوم نخست‌وزیری خود، از ۲۰۰۸ تا ۲۰۱۲ از محبوبیت بالایی در میان مردم روسیه برخوردار شد. در طول هشت سال ریاست جمهوری او از سال ۲۰۰۰ تا ۲۰۰۸، بحران اقتصادی بهبود یافت و با افزایش شش‌برابری تولید ناخالص داخلی (۷۲٪ افزایش در شاخص برابری قدرت خرید)، فقر در روسیه تا بیش از ۵۰ درصد کاهش یافت و میانگین حقوق ماهانه از ۸۰ دلار به ۶۴۰ دلار یا در نرخ حقیقی، ۱۵۰ درصد افزایش یافت. در عین حال، او در مقام ریاست جمهوری، توسط مخالفان داخلی و برخی از دولت‌های خارجی و سازمان‌های حقوق بشری، به‌دلیل روش برخورد او با درگیری‌های داخلی در چچن و داغستان، پیشینهٔ او در مورد حقوق مدنی و آزادی‌ها و روابط سابق او با جمهوری‌های شوروی مورد انتقاد قرار گرفته‌است. علاوه بر این‌ها، روابط او با به‌اصطلاح، الیگارش‌ها (بازرگانان روس با میزان قدرت و نفوذ بالا، هم در دولت و هم در اقتصاد روسیه) مورد سؤال و تردید است. دولت او اما این موارد را مجموعه‌ای از حملات تبلیغاتی ضدروسیه عنوان کرده که توسط مخالفان غربی و الیگارش‌های تبعیدی، سازماندهی شده‌است.
دمیتری مدودف در ۱۴ نوامبر ۲۰۰۵ به‌عنوان معاون اول نخست‌وزیر منصوب شد. او پیش از آن، رئیس دفتر ولادیمیر پوتین و همچنین رئیس هیئت مدیره گازپروم بود. در ۱۰ دسامبر ۲۰۰۷، او به‌طور غیررسمی به‌عنوان نامزد انتخابات ریاست جمهوری ۲۰۰۸ توسط بزرگ‌ترین حزب سیاسی روسیه، روسیه واحد، تأیید شد. این موضوع در ۱۷ دسامبر ۲۰۰۷ رسماً تأیید شد. نامزدی مدودف مورد حمایت ولادیمیر پوتین رئیس‌جمهور سابق و احزاب طرفدار او قرار گرفت. مدودف پس از پیروزی در انتخابات ۲۰۰۸، پوتین را به‌عنوان نخست‌وزیر خود انتخاب کرد. در سال ۲۰۱۲، پوتین مجدداً و برای بار سوم، رئیس‌جمهور روسیه شد و مدودف را به‌عنوان نخست‌وزیر خود منصوب کرد.

## فرایند انتخاب

### شایستگی
نامزد ریاست جمهوری، باید شهروند فدراسیون روسیه باشد که حداقل ۳۵ سال سن داشته باشد، حداقل ۲۵ سال در روسیه اقامت دائم داشته باشد و شهروندی خارجی یا مجوز اقامت خارجی نداشته باشد و هرگز قبلاً نداشته باشد. پس از اصلاح قانون اساسی روسیه در سال ۲۰۲۰، شرایط اقامت دائم روسیه از ۱۰ سال به ۲۵ سال افزایش یافت و یک شرط جدید که از داشتن شهروندی کشورهای دیگر یا اجازهٔ اقامت خارجی یک نامزد ریاست جمهوری جلوگیری می‌کرد، معرفی شد.
قانون اساسی روسیه تعداد دوره‌هایی که یک رئیس‌جمهور می‌تواند در قدرت باشد را به دو دوره محدود می‌کند. پیش از این، قانون اساسی، تنها رئیس‌جمهور را به رقابت در دو دورهٔ ''متوالی'' محدود می‌کرد و به رئیس‌جمهور سابق این امکان را می‌داد که پس از گذشت یک دوره، بتواند برای دو دورهٔ دیگر مجدداً انتخاب شود. پس از تغییرات قانون اساسی در سال ۲۰۲۰، این دوره به‌طور کلی به دو دوره تغییر کرد و رؤسای جمهور تحت هیچ شرایطی نمی‌توانند بیش از دو دوره رئیس‌جمهور شوند، اما به رئیس‌جمهور کنونی و رؤسای جمهور سابق (پوتین و مدودف) اجازه داد که مجدداً برای دو دورهٔ دیگر نیز، نامزد انتخابات شوند.

### انتخابات
انتخاب رئیس‌جمهور عمدتاً توسط قانون انتخابات ریاست جمهوری (PEL) و تضمین‌های اساسی حقوق انتخاباتی (BGL) تنظیم می‌شود. شورای فدراسیون روسیه انتخابات ریاست جمهوری را اعلان می‌کند. در صورت عدم برگزاری انتخابات ریاست جمهوری در موعد مقرر، کمیسیون مرکزی انتخابات، انتخابات ریاست جمهوری را اعلان خواهد کرد. روز انتخابات، دومین یکشنبه ماه است و حوزهٔ انتخاباتی ریاست جمهوری، قلمرو کامل فدراسیون روسیه است. هر جناح در دومای دولتی، مجلس سفلای مجلس فدرال روسیه حق دارد نامزدی را برای انتخابات ریاست جمهوری معرفی کند. حداقل تعداد امضا برای یک نامزد ریاست جمهوری که توسط یک حزب سیاسی بدون نماینده در مجلس فدرال معرفی شده‌است، ۱۰۰٬۰۰۰ امضا است که این تعداد امضای مورد نیاز، از ۲ میلیون امضا تا پیش از اصلاحات قانون اساسی ۲۰۲۰ کاهش یافته‌است.
در سال ۲۰۰۸، در زمان دولت دمیتری مدودف، مدت هر دورهٔ ریاست جمهوری، از چهار به شش سال افزایش یافت. اگر هیچ نامزدی با اکثریت مطلق در دور اول انتخابات، برنده نشود، دور دوم انتخابات بین دو نامزد با بیشترین آرا برگزار می‌شود.  آخرین انتخابات ریاست جمهوری در سال ۲۰۱۸ انجام شد و انتخابات بعدی، در سال ۲۰۲۴ انجام خواهد شد.

### آغاز دورهٔ ریاست جمهوری

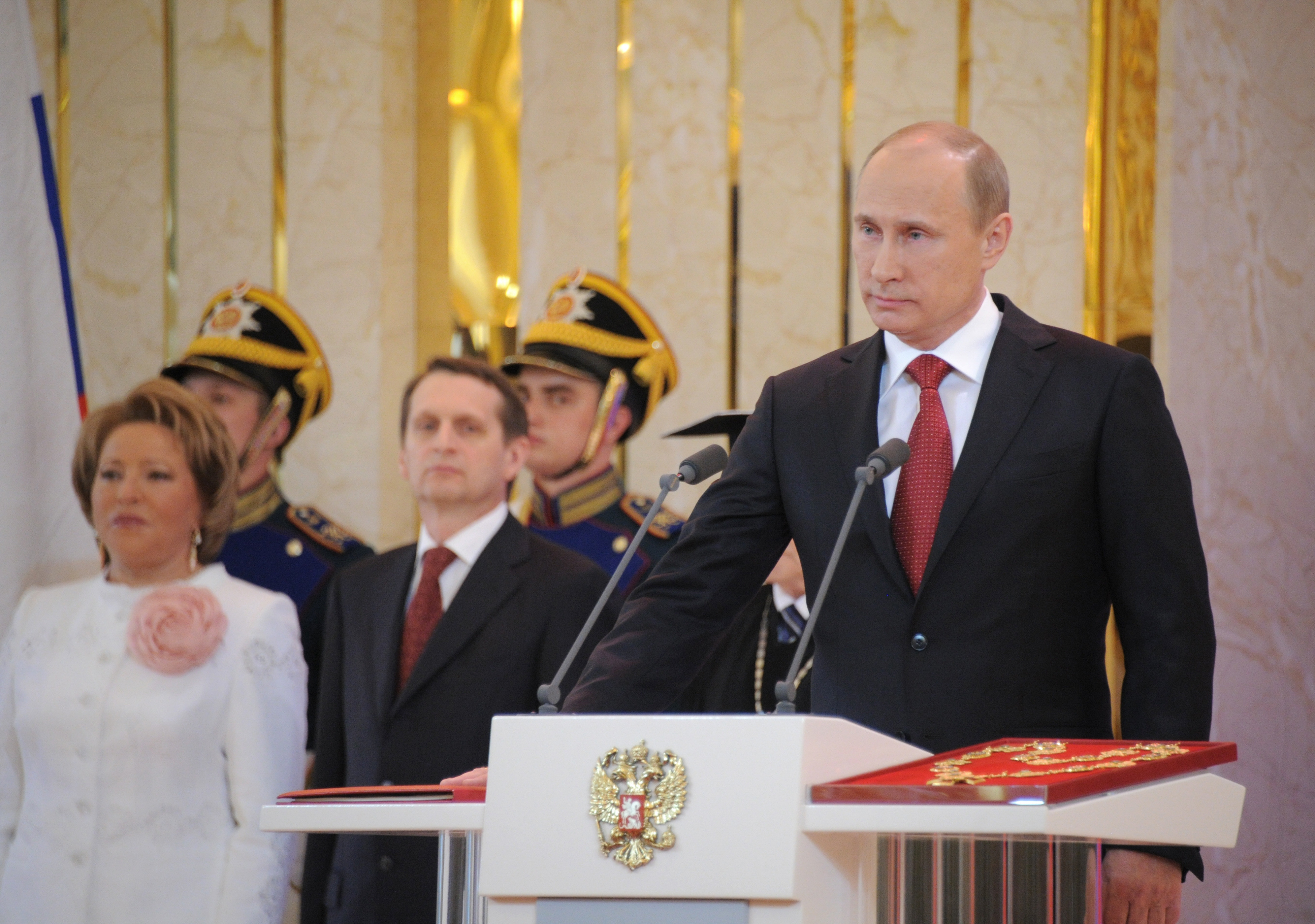
ولادیمیر پوتین در حال ادای سوگند ریاست جمهوری در سال ۲۰۱۲

مراسم تحلیف رئیس‌جمهور روسیه، شش سال پس از تحلیف قبلی (از سال ۲۰۰۰، روز ۷ مه هر سال) انجام می‌شود. اگر رئیس‌جمهور در انتخابات زودهنگام انتخاب شده باشد، ۳۰ روز پس از اعلام نتایج انتخابات، سوگند یاد می‌کند.

## اختیارات و وظایف

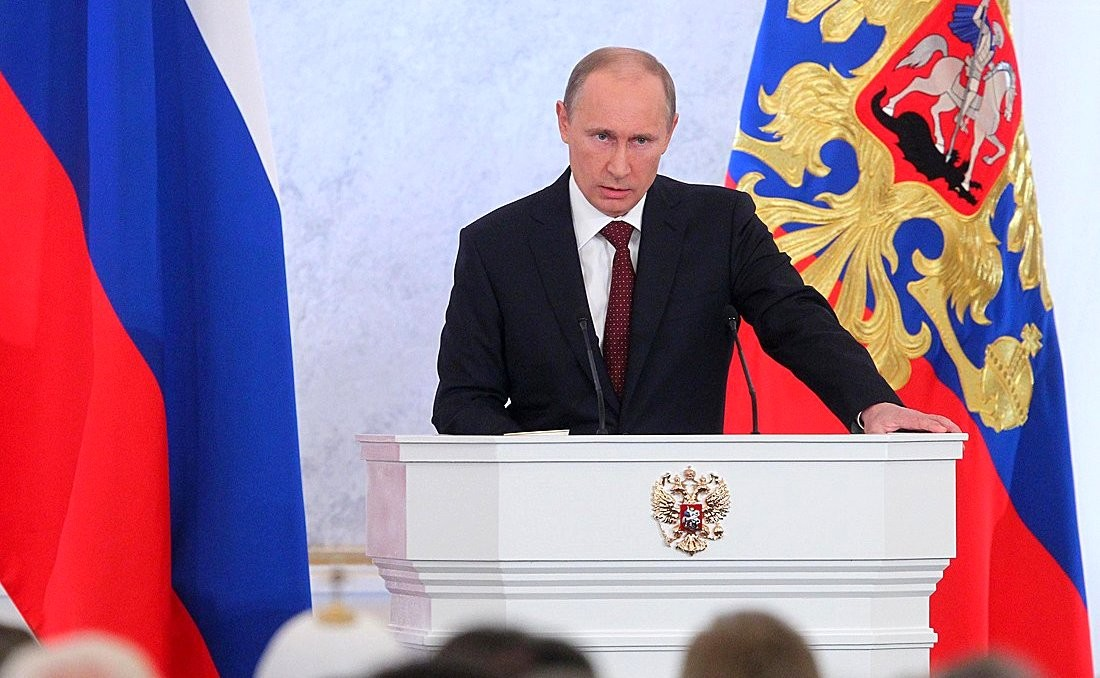
رئیس‌جمهور، ولادیمیر پوتین در حال ایراد سخنرانی سال ۲۰۱۲ در مجلس فدرال

### تضمین قانون اساسی
رئیس‌جمهور به عنوان ضامن قانون اساسی و کل سیستم قانون اساسی، تضمین می‌کند که قوانین اساسی، قوانین و مقررات سرزمین‌های تشکیل دهندهٔ فدراسیون روسیه، با قانون اساسی کشور و قوانین فدرال مطابقت داشته باشد.

### عزل و نصب‌ها
رئیس‌جمهور در تعیین مقامات عالی کشور بسیار فعال است. او نامزدهایی را برای مناصب رسمی دولتی معرفی می‌کند که در نهایت باید بر اساس رأی پارلمان، منصوب شوند. رئیس‌جمهور نامزدهایی را برای قضات دادگاه قانون اساسی، دیوان عالی و دادگاه عالی داوری و همچنین برای دادستان کل روسیه به شورای فدراسیون و مجلس فدرال ارائه می‌کند. پیشنهادی برای برکناری دادستان کل از وظایفش نیز باید به شورای فدراسیون ارائه شود. رئیس‌جمهور پیشنهادهایی را برای انتصاب رئیس بانک مرکزی روسیه به دومای دولتی، مجلس سفلای پارلمان ارائه می‌کند و همچنین هرگونه پیشنهادی را برای برکناری رئیس بانک مرکزی از وظایفش به دومای دولتی تسلیم می‌کند.

### قانون‌گذاری
طبق روال مقرر در قانون اساسی، رئیس‌جمهور از حق خود برای ارائه پیش‌نویس قانون و همچنین از حق امضای لوایح در قانون یا وتوی آن‌ها استفاده می‌کند.
رئیس‌جمهور این حق را دارد که قوانین و مقررات تعیین شده توسط ارگان‌های اجرایی سرزمین‌های تشکیل‌دهندهٔ روسیه را در صورتی که این قوانین و مقررات، مغایر با قانون اساسی، قوانین فدرال یا تعهدات بین‌المللی فدراسیون روسیه یا نقض حقوق و آزادی‌های انسان و حقوق مدنی و سیاسی باشد، با طرح در یک دادگاه دارای صلاحیت، به حالت تعلیق درآورد.
رئیس‌جمهور می‌تواند فرمان رئیس‌جمهور روسیه را، تا جایی که چنین احکامی با قوانین موجود (اعم از محلی و فدرال)، موافقت‌نامه‌های بین‌المللی روسیه یا قانون اساسی روسیه مغایرت نداشته باشد، صادر کند.
رئیس‌جمهور همچنین این اختیار را دارد که عفو و فرجه‌های فدرال را اعطا کند، و در شرایط فوق‌العاده، یکی یا هر دو مجلس فدرال را تشکیل دهد یا به تعویق بیندازد.
از دیگر اختیارات رئیس‌جمهور در حوزهٔ فعالیت‌های قانونی و در تعامل با مجلس می‌توان به برگزاری انتخابات برای دومای دولتی، انحلال دومای دولتی و برگزاری همه‌پرسی در موارد خاص اشاره کرد.

### سیاست داخلی
بر اساس قانون اساسی، رئیس‌جمهور اختیار تعیین کامل اهداف کوتاه‌مدت، میان‌مدت و بلندمدت و اهداف سیاست داخلی را ندارد. در حدود اختیاراتی که قانون اساسی و سایر قوانین به رئیس دولت اعطا کرده‌است، رئیس‌جمهور نیز با صدور مقررات قانونی و با فعالیت‌های سازمانی و نظارتی از قبیل صدور دستورا و فرمان‌های اجرایی، رهنمودهای اساسی سیاست داخلی را شکل می‌دهد. هر ساله، رئیس‌جمهور روسیه موظف است در مورد وضعیت کشور و سیاست داخلی و خارجی، در مجلس فدرال سخنرانی کند.

### سیاست خارجی

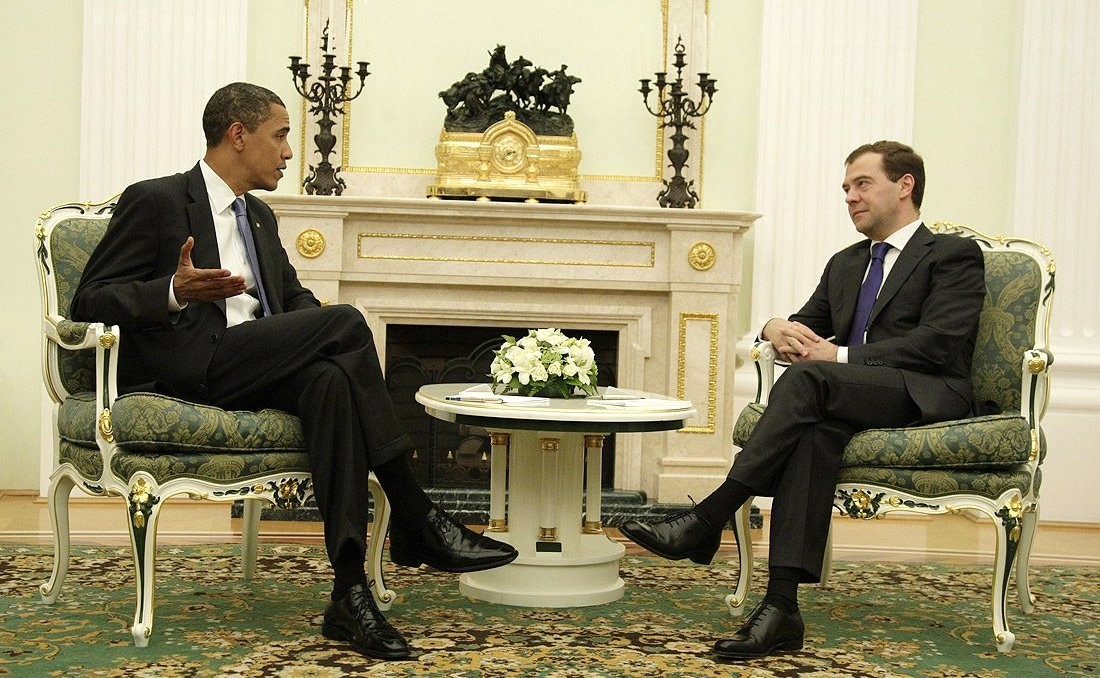
رئیس‌جمهور پیشین روسیه، دیمیتری مدودف در دیدار با باراک اوباما رئیس‌جمهور وقت ایالات متحده در سال ۲۰۰۹.

رئیس‌جمهور دارای حقوق گسترده‌ای برای اجرای سیاست خارجی دولت است. رئیس‌جمهور، به‌همراه نخست‌وزیر و دولت فدراسیون روسیه، روابط خارجی روسیه را تعیین می‌کند و نمایندهٔ دولت در روابط بین‌المللی است. وی مذاکرات را انجام می‌دهد و اسناد تصویب‌شده را امضا می‌کند. رئیس‌جمهور نمایندگان دیپلماتیک روسیه را در کشورهای خارجی و سازمان‌های بین‌المللی منصوب و در صورت نیاز، فرا می‌خواند. پیش از این انتصاب‌ها، مشورت با کمیته‌ها یا کمیسیون‌های مربوطهٔ دو مجلس فدرال انجام می‌شود. رئیس‌جمهور همچنین معاهدات بین‌المللی را امضا می‌کند.

### وظایف تشریفاتی
نقش تشریفاتی مهم رئیس‌جمهور، اعطای جوایز دولتی است. جوایز دولتی فدراسیون روسیه، بالاترین شکل رسمی قدردانی است که به افراد برای خدمات آن‌ها به ملت در زمینه‌های دفاعی، سازندگی، اقتصاد، علم، فرهنگ، هنر، آموزش، مراقبت‌های بهداشتی، ایمنی عمومی، دفاع از حقوق و… اعطا می‌شود. جوایز دولتی فدراسیون روسیه شامل عنوان قهرمان فدراسیون روسیه و قهرمان کار فدراسیون روسیه و همچنین نشان‌ها، مدال‌ها و عنوان‌های افتخاری دیگر است. افتخارات و جوایز جدید دولتی نیز می‌تواند توسط رئیس‌جمهور ایجاد شود و او همچنین این افتخارات را در یک مراسم رسمی به دریافت‌کنندگان، اهدا می‌کند. کمیسیون افتخارات دولتی، که به‌صورت داوطلبانه فعالیت می‌کند، به رئیس‌جمهور کمک می‌کند تا به‌طور دقیق‌تر، دریافت‌کنندگان بالقوهٔ مدال و افتخارات را ارزیابی کند.

## اقامت‌گاه‌ها

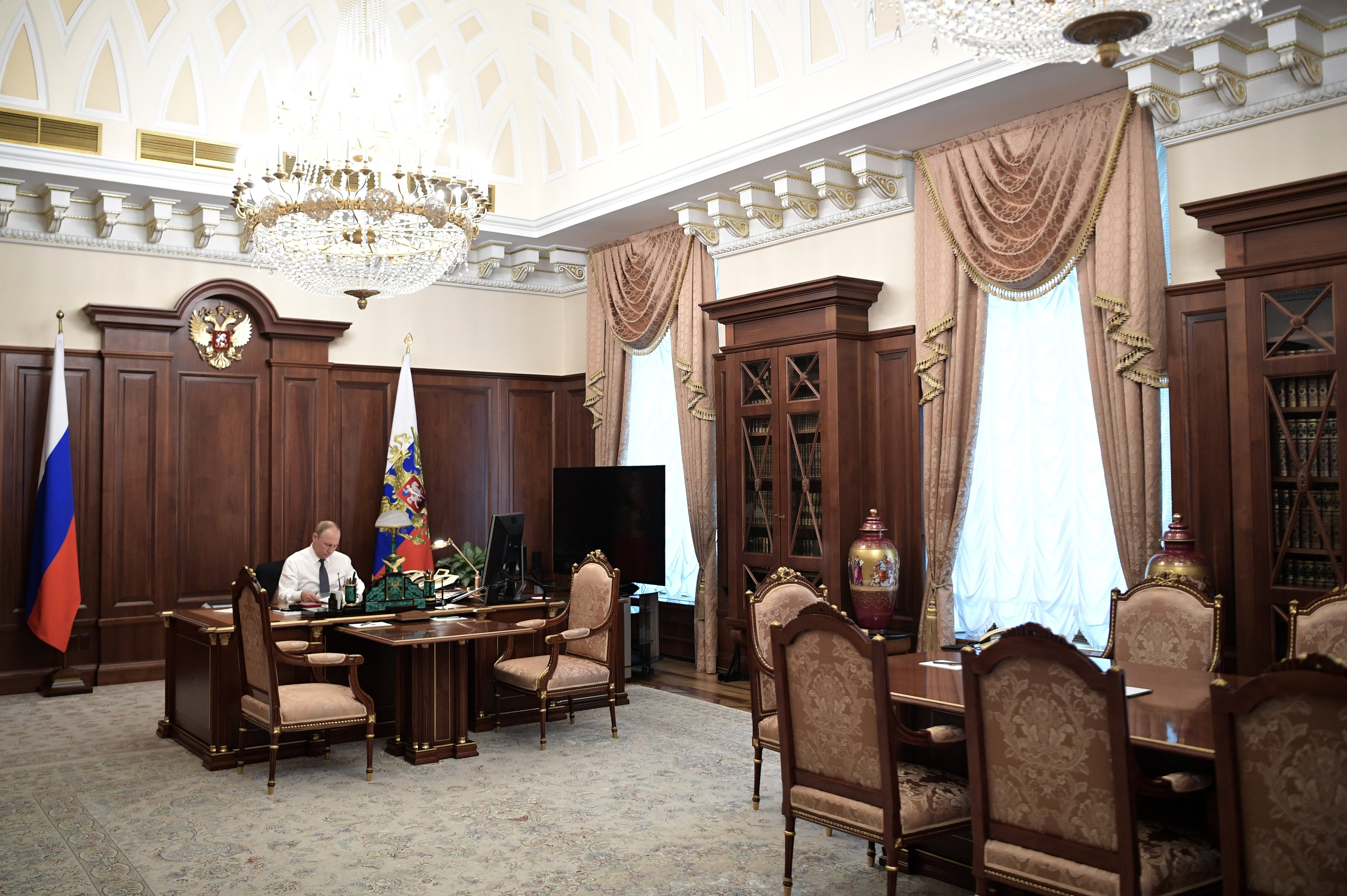
ولادیمیر پوتین در محل کابینهٔ ریاست جمهوری

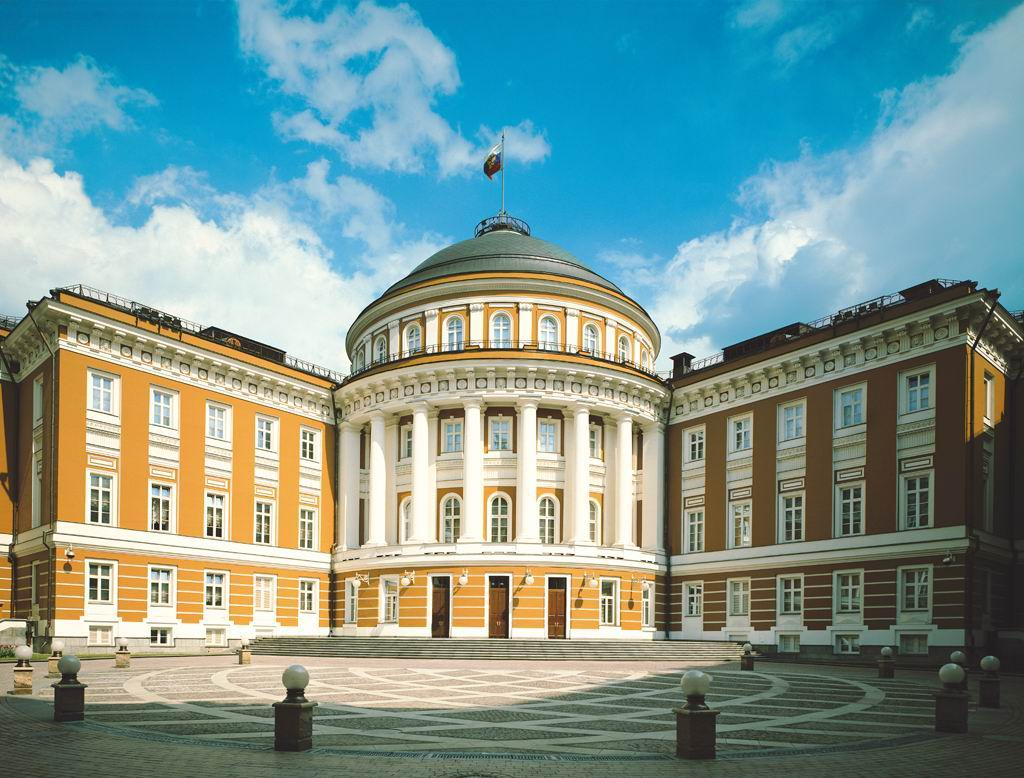
قصر سنا، محل اقامت کاری رئیس‌جمهور روسیه

محل اصلی اقامت رئیس‌جمهور، قصر سنا (که با عنوان ساختمان اول نیز شناخته می‌شود) در مجموعهٔ کرملین مسکو است. رئیس‌جمهور همچنین می‌تواند از کاخ بزرگ کرملین (که برای مراسم و جلسات رسمی استفاده می‌شود) استفاده کند. پیش از این، رئیس‌جمهور می‌توانست از ساختمان موسوم به چهاردهم اداری (محل اقامت ذخیره) نیز استفاده کند، اما آن ساختمان، در سال ۲۰۱۶ تخریب شد.
علاوه بر این‌ها، رئیس‌جمهور روسیه، چندین اقامت‌گاه برای سکونت در هنگام تعطیلات، در خارج از مسکو دارد:
- اقامت‌گاه Ru's، در استان تور
- کاخ کنگره یا مجموعه کاخ کنستانتین در سن پترزبورگ، (بازسازی‌شده برای سیصدمین سالگرد سن پترزبورگ)
- بوچاروف روچی در سوچی
- شویسکایا چوپا در فاصلهٔ ۲۵ کیلومتری پتروزاودسک، کارلیا
- Dolgiye Borody در استان نووگورود
- اقامت‌گاه Volzhskiy Utyos''
- مرکز توریستی ''تانتال'' در فاصلهٔ ۲۵ کیلومتری از ساراتوف
- ''سوسنی در ساحل رود ینی‌سئی، در نزدیکی کراسنویارسک
- Angarskie hutora در ۴۷ کیلومتری ایرکوتسک
- مالی ایستوک در جنگل‌داری یکاترینبورگ

## وابستگی حزبی و سیاسی
هیچ‌یک از رؤسای جمهور روسیه تا به امروز، هرگز عضو یک حزب سیاسی در دورهٔ ریاست جمهوری خود نبوده‌اند. در سال ۲۰۱۲، ولادیمیر پوتین دربارهٔ کناره‌گیری از سِمَت رهبری حزب روسیه واحد گفت: «قانون اساسی، رئیس‌جمهور را از عضویت در هیچ حزبی منع نمی‌کند، اما فراتر از عقاید سیاسی و حزبی، رئیس‌جمهور در وهلهٔ اول، یک عامل اتحاد برای همهٔ نیروهای سیاسی و برای همهٔ شهروندان کشور است.»

## سفر و جابه‌جایی
خدمات جابه‌جایی ملی برای رئیس‌جمهور روسیه و خودروی دولتی ریاست جمهوری توسط گاراژ هدف ویژه (SPG) ارائه می‌شود. SPG واحدی در سرویس حفاظتی فدرال روسیه است.
- لیموزین‌ها Aurus Senat، خودروی سازمانی رسمی ریاست جمهوری روسیه
  - Aurus Senat - خودروی اصلی
  - مرسدس بنز اس۶۰۰ پولمن‌گارد
- خودروهای اسکورت
  - مرسدس بنز (شامل کلاس جی)
  - شورلت
- اسکورت افتخاری (موتورسیکلت)
  - ب‌ام‌و

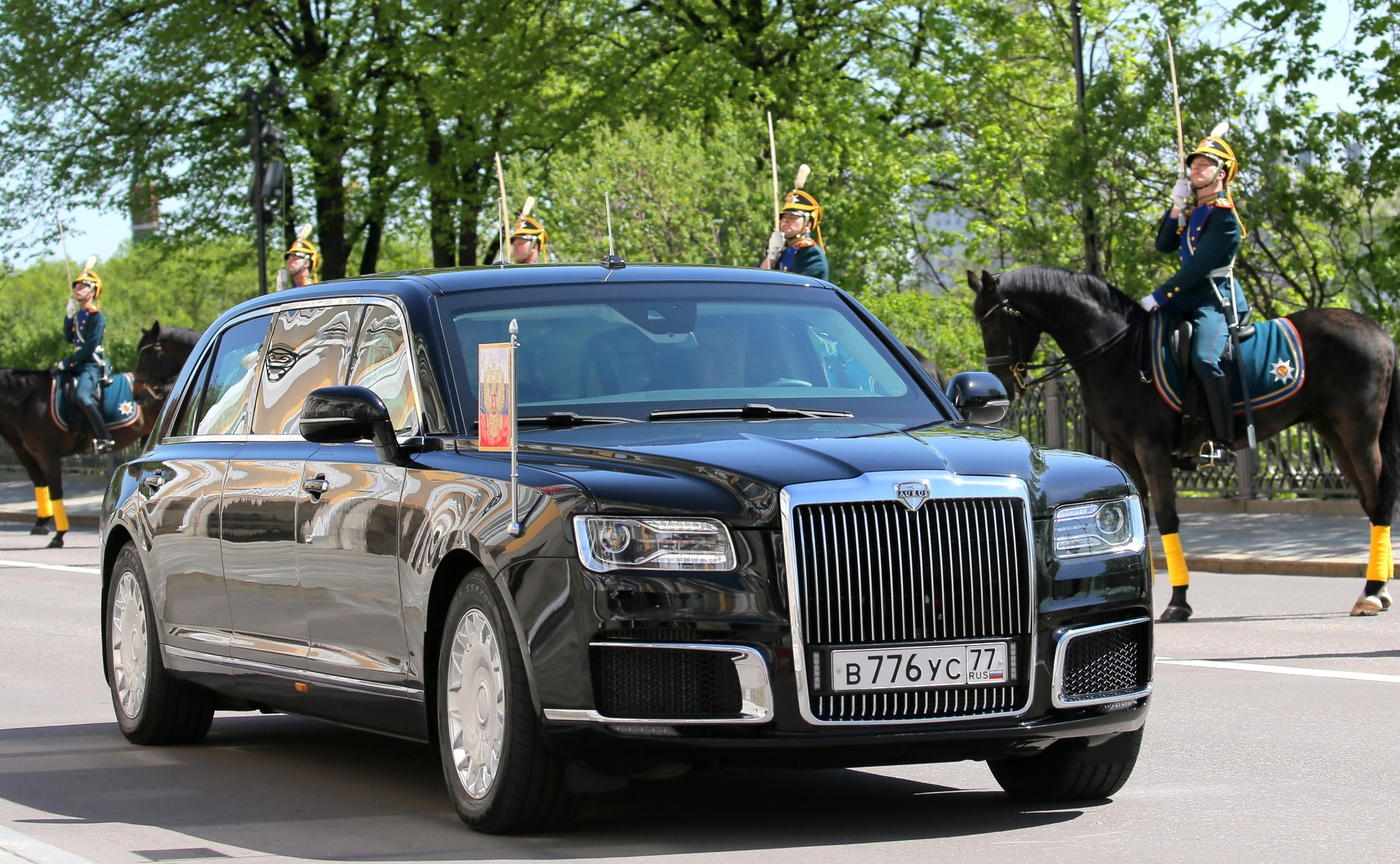
Aurus Senat، خودروی سازمانی رسمی ریاست جمهوری روسیه

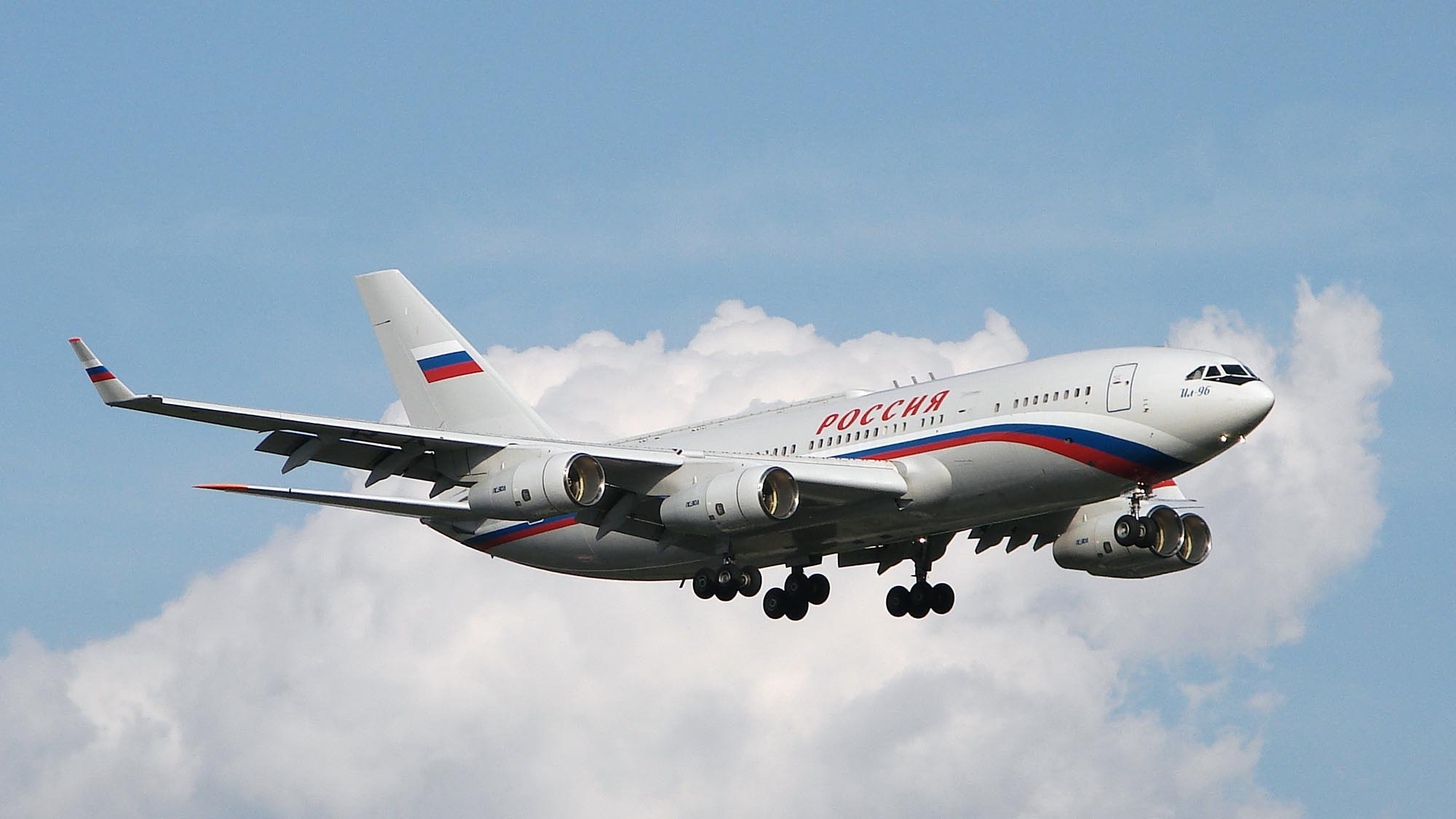
ایلیوشین-۹۶–۳۰۰پی‌یو، هواپیمای رسمی ریاست جمهوری روسیه

خدمات جابه‌جایی هوایی برای رئیس‌جمهور، توسط شرکت هواپیمایی روسیه ایرلاینز ارائه می‌شود.
- هواپیما برای سفرهای طولانی
  - ایلیوشین ۹۶–۳۰۰پی‌یو (دوربرد) - هواپیمای اصلی
  - ایلیوشین ۶۲اِم M (دوربرد)
  - فالکون ۹۰۰ (دوربرد)
  - توپولف ۱۵۴ (متوسط‌برد)
  - یاک ۴۰ (کوتاه‌برد)
  - توپولف ۲۰۴پی‌یو
- بالگردها
  - میل ۸

هواپیمای ریاست جمهوری از نقش و طرح رنگی مشابه با هواپیمای استاندارد روسیه ایرلاینز استفاده می‌کند. استفاده از نشان ملی روسیه یا نشان استاندارد ریاست جمهوری به‌جای پرچم روسیه، تنها تفاوت ظاهری این هواپیماهاست.
در بهار سال ۲۰۱۳ یک بالگردنشین (جایگاه نشست و برخاست بالگرد) در کرملین مسکو ساخته شد. به گفتهٔ رئیس آژانس املاک کرملین، ساخت این بالگردنشین، برای رئیس‌جمهور، ۲۰۰ میلیون روبل روسیه (حدود ۶٫۴ میلیون دلار) هزینه داشته‌است. این بالگردنشین، در باغ تاینیتسکی کرملین نزدیک به دیوارهای بیرونی کاخ قرار دارد.

## فهرست رؤسای جمهور
| نام                                      | دوره نمایندگی | طول دوره       |
| ---------------------------------------- | ------------- | -------------- |
| بوریس یلتسین                             | ۱۹۹۱–۱۹۹۹     | ۸ سال، ۱۷۴ روز |
| ولادیمیر پوتین (دورهٔ اول و دوم)          | ۲۰۰۰–۲۰۰۸     | ۸ سال، ۰ روز   |
| دیمیتری مدودف                            | ۲۰۰۸–۲۰۱۲     | ۴ سال، ۰ روز   |
| ولادیمیر پوتین (دورهٔ سوم و چهارم و پنجم) | ۲۰۱۲–اکنون    | ۱۳ سال، ۹۲ روز |